# Damien Howson
Pour les articles homonymes, voir Howson.
Damien Howson, né le 13 août 1992 à Adélaïde, est un coureur cycliste australien.

## Biographie
En 2020, il remporte le Czech Cycling Tour et se classe troisième du Tour de Hongrie, épreuve qu'il gagne l'année suivante. En octobre 2020, il fait partie de l'équipe Mitchelton-Scott pour le Tour d'Italie. Quelques jours après un test positif au SARS-CoV-2 de son chef de file Simon Yates, quatre personnes de l'encadrement de la formation australienne le sont aussi. L'ensemble de l'équipe décide alors d'abandonner ce Giro avant le départ de la dixième étape.

## Palmarès et classements mondiaux sur route

### Palmarès par année
- 2010
  - Trofeo San Rocco
  - 3e du Grand Prix Général Patton
- 2011
  -  Champion d'Océanie du contre-la-montre espoirs
  - 9e du championnat du monde du contre-la-montre espoirs
- 2012
  -  Champion d'Océanie du contre-la-montre espoirs
  - 2e du championnat d'Australie du contre-la-montre espoirs
  -  Médaillé de bronze au championnat du monde du contre-la-montre espoirs
- 2013
  - UCI Oceania Tour
  -  Champion du monde du contre-la-montre espoirs
  -  Champion d'Océanie du contre-la-montre espoirs
  -  Champion d'Australie du contre-la-montre espoirs
  - Trofeo Alcide Degasperi
  - Prologue du Tour de Thuringe
  - 2e du championnat d'Australie sur route espoirs
  -  Médaillé d'argent du championnat d'Océanie sur route
  - 2e du Chrono champenois
  - 3e du Tour de Thuringe
- 2014
  -  Médaillé d'argent du championnat du monde du contre-la-montre par équipes
  - 3e du championnat d'Australie du contre-la-montre
- 2016
  - 3e du Herald Sun Tour
- 2017
  - Herald Sun Tour :
    - Classement général
    - 1re étape
- 2018
  - 3e du Herald Sun Tour
- 2019
  - 1re étape secteur B de la Semaine internationale Coppi et Bartali (contre-la-montre par équipes)
  - 2e de la Semaine internationale Coppi et Bartali
- 2020
  - Czech Cycling Tour :
    - Classement général
    - 1re (contre-la-montre par équipes) et 4e étapes

  - 3e du Herald Sun Tour
  - 3e du Tour de Hongrie
- 2021
  - Tour de Hongrie : 
    - Classement général
    - 4e étape
- 2023
  - 1re étape du Tour des Asturies
  - 3e du Tour de Grande-Bretagne
- 2024
  - 9e du Tour Down Under

### Résultats sur les grands tours

#### Tour de France
2 participations 
- 2017 : 88e
- 2018 : non-partant (16e étape)

#### Tour d'Italie
4 participations
- 2016 : 53e
- 2020 : non-partant (10e étape)
- 2022 : 33e
- 2025 : 46e

#### Tour d'Espagne
5 participations 
- 2015 : 147e
- 2016 : 45e
- 2018 : 70e
- 2019 : 49e
- 2021 : 95e

### Classements mondiaux
| Année                                 | 2011 | 2012 | 2013 | 2014 | 2015 | 2016  | 2017 | 2018  | 2019 | 2020 | 2021 | 2022 | 2023 | 2024 |
| ------------------------------------- | ---- | ---- | ---- | ---- | ---- | ----- | ---- | ----- | ---- | ---- | ---- | ---- | ---- | ---- |
| UCI World Tour                        |      |      |      | nc   | 198e | nc    | 204e | 307e  |      |      |      |      |      |      |
| Classement mondial                    |      |      |      |      |      | 449e  | 270e | 357e  | 359e | 138e | 348e | 984e | 237e | 357e |
| UCI Europe Tour                       | nc   | 245e | 35e  |      |      | 1460e | 640e | 1034e |      |      |      |      |      |      |
| UCI America Tour                      | nc   | nc   | nc   |      |      | nc    | nc   | 33e   |      |      |      |      |      |      |
| UCI Oceania Tour                      | 4e   | 18e  | 1er  |      |      | 16e   | 5e   | 19e   | 17e  | 10e  | 17e  | 59e  | 16e  | 20e  |
|                                       |      |      |      |      |      |       |      |       |      |      |      |      |      |      |
| Légende : nc = non classéSource : UCI |      |      |      |      |      |       |      |       |      |      |      |      |      |      |

## Palmarès sur piste

### Championnats nationaux
- 2010
  - 2e du championnat d'Australie de poursuite par équipes juniors
- 2011
  -  Champion d'Australie de poursuite par équipes (avec Glenn O'Shea, Alexander Edmondson et Rohan Dennis)